# Le Pont de la Clef à Bruges, Belgique

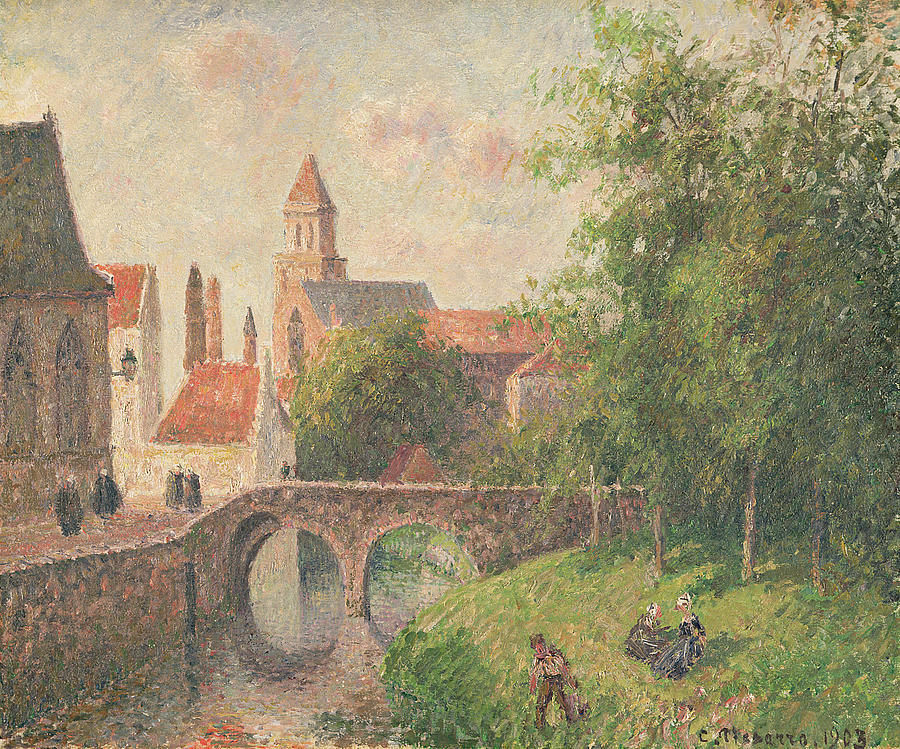
Le Pont de la Clef à Bruges, Belgique
Camille Pissarro, 1903
46,4 × 55,2 cm
Öl auf Leinwand
Manchester Art Gallery

Le Pont de la Clef à Bruges, Belgique ist ein Gemälde des französischen Malers Camille Pissarro aus dem Jahr 1903. Das Bild entstand wenige Wochen vor dem Tod des Künstlers und zeigt eine Stadtansicht mit historischen Gebäuden in Brügge. Es geht auf einen Aufenthalt des Malers in der belgischen Stadt im Jahr 1894 zurück, bei dem er die Szene zunächst nur als Zeichnung festhielt. Das Öl auf Leinwand gemalte Bild hat eine Höhe von 46,4 cm und eine Breite von 55,2 cm. Während Pissarro weite Teile des Bildes im Stil des Impressionismus gemalt hat, gibt es ebenso Partien, bei denen Elemente des Pointillismus zu erkennen sind. Seit 1946 gehört das Gemälde zur Sammlung der Manchester Art Gallery.

## Bildbeschreibung
Das Gemälde zeigt eine Ansicht der Stadt Brügge in Belgien. In der Bildmitte befindet sich eine Kanalbrücke, deren niederländische Bezeichnung Sleutelbrug im Bildtitel zur französischen Variante Pont de la Clef wurde. Über die Brücke verläuft die Beenhouwerstraat, die aber im Bild durch Häuser und Bäume weitestgehend verdeckt bleibt. Der Kanal und die links neben ihm verlaufene Straße heißen beide Speelmansrei. Ihr Name leitete sich von der vom linken Bildrand angeschnittenen Speelmanskapel ab, die 1421 als Kapelle der Musiker errichtet wurde. Ein weiterer Kirchenbau ist die Sint-Jakobskerk, deren Turm und Kirchenschiff sich hinter der Brücke erheben. Links und rechts von der Sint-Jakobskerk finden sich einige Wohnhäuser. Für die Gebäude griff Pissarro auf wenige Farben zurück. Die Speelmanskapel ist als dunkles Gebäude am Rand in verschiedenen Grau-, Braun- und Rottönen gemalt. Besonders das spitze Dach und die gotischen Fenster wirken eher düster. Als Kontrast hierzu gibt es rechts neben der Kapelle zwei weiße Häuser mit Dächern aus hellen roten Ziegeln. Hinter dem kleineren der beiden Häuser erheben sich fingerartig drei schmale Türmchen. Die in der Bildmitte befindliche Sint-Jakobskerk wirkt mit ihrer hellen Backsteinfassade und dem hellgrauen Dach erheblich freundlicher, als die Kapelle am linken Bildrand. Von weiteren Gebäuden in der Bildmitte sind meist nur Teile der rot gedeckten Dächer zu erkennen.

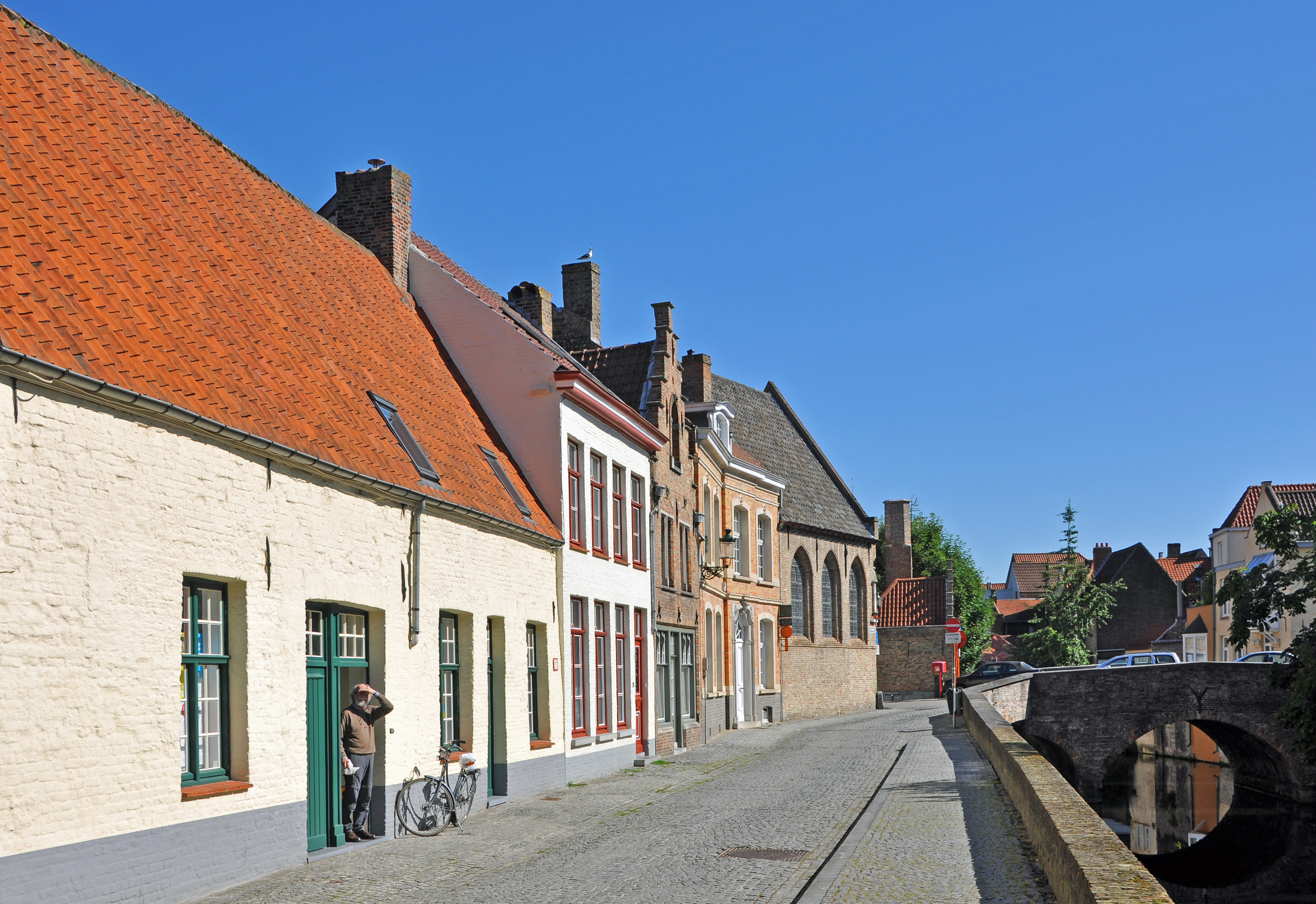
Fotografie der Straße Speelmansrei, rechts der gleichnamige Kanal, darüber die Sleutelbrug
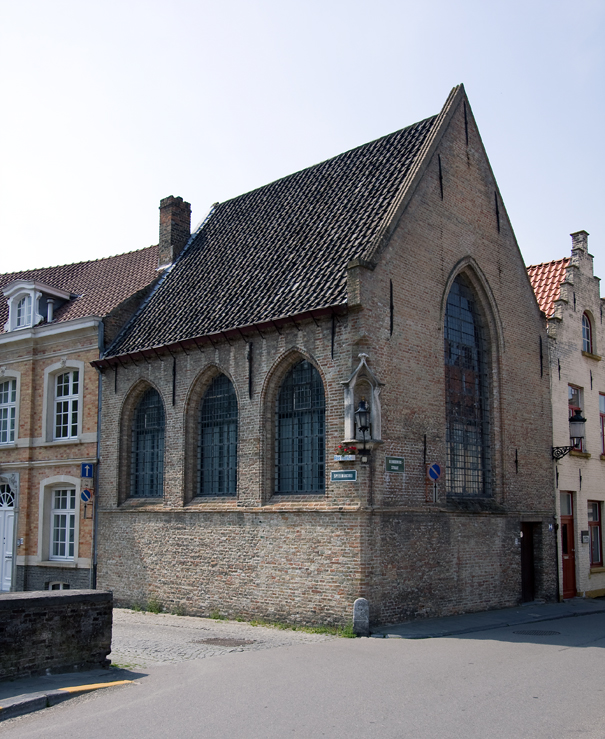
Fotografie der Speelmanskapel
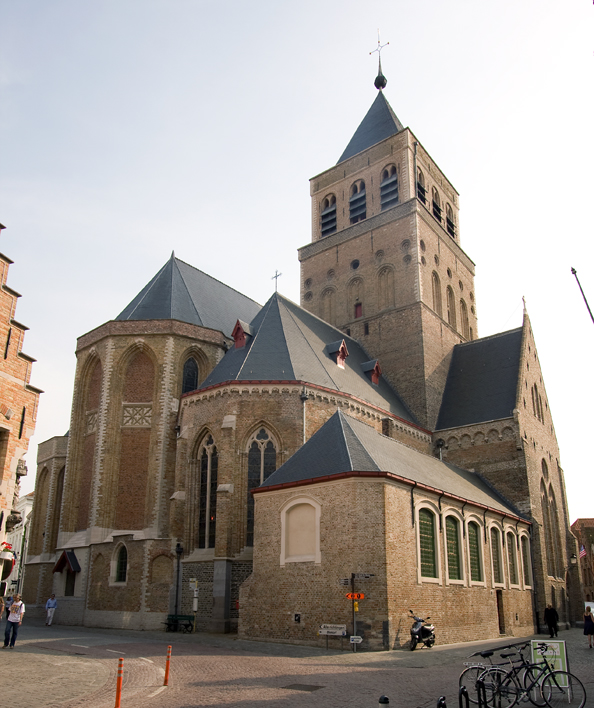
Fotografie der Sint-Jakobskerk

Die rechte Bildhälfte wird von einer grünen Vegetation dominiert. Während unten rechts eine seichte Böschung mit Grasflächen zum Kanal hin abfällt, gibt es am rechten Bildrand eine Reihe mit grün belaubten Bäumen, die bis zum oberen Bildrand reichen. Ein weiterer Baum steht in der Bildmitte vor der Sint-Jakobskerk. Pissarro hat die Gräser und Blätter in sehr unterschiedlichen Grüntönen und Helligkeitsstufen variiert und dabei mit kurzen Pinseltupfen gearbeitet. Diese Farbtupfen finden sich auch in anderen Partien des Bildes wieder. Besonders deutlich sind sie an der Brücke, der Uferbefestigung und auf der Wasseroberfläche des Kanals zu sehen. Hier ist im Bild der Einfluss des Pointillismus zu erkennen, der jedoch nicht konsequent im Bild umgesetzt wurde. Beispielsweise fehlen solche kurzen Farbtupfer am Himmel, bei dem Pissarro in Rot, Blau und Weiß mit geschwungenem Pinselstrich Wolkenformationen gemalt hat.
Einige Personen beleben die Szenerie. Auf der Grasfläche rechts sitzen zwei Frauen mit weißen Hauben und langen Kleidern. Links daneben, fast am unteren Bildrand, geht ein Mann zum Ufer hin. Der mit brauner Hose und weißem Hemd gekleidete Mann trägt möglicherweise einen Eimer in der Hand und ist im Begriff, Wasser aus dem Kanal zu holen. Auf dem befestigten Ufer gegenüber gehen oder stehen weitere Frauen, die jedoch nur an ihren weiten Kleidern und weißen Hauben zu erkennen sind. Gesichter sind bei allen Personen in diesem Bild nicht auszumachen. Rechts unten ist das Gemälde mit „C.Pissarro.1903“ signiert und datiert.

## Zur Entstehung des Gemäldes

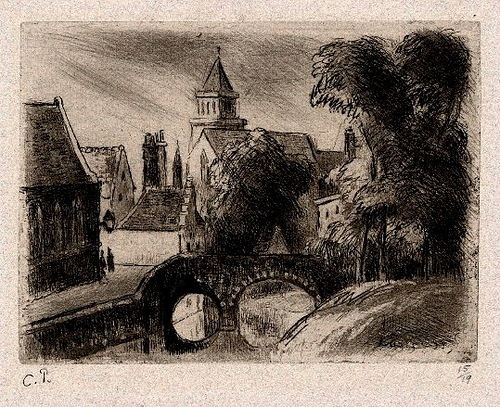
Camille Pissarro: Quai des Ménétriers, à Bruges, Radierung von 1894

Am 24. Juni 1894 wurde der französische Staatspräsident Marie François Sadi Carnot von einem Anarchisten mit einem Messer angegriffen und starb einen Tag später an seinen Verletzungen. Camille Pissarro befürchtete wegen eigener anarchistischer Ideen Repressalien durch die Behörden und ging daher für einige Monate ins Exil. Zusammen mit seiner Frau Julie und dem Sohn Félix Pissarro reiste er, begleitet durch den belgischen Maler Théo van Rysselberghe, ins mittelalterlich geprägte Brügge und in das Nordseebad Knokke. Erst Ende Oktober kehrte Pissarro mit seiner Familie zurück nach Frankreich.
Pissarro war von Brügge fasziniert, da die Stadt weitestgehend ihr historisches Aussehen erhalten hatte und von Einflüssen der Moderne („tout modernisme“) nur wenig zu sehen war. Er fühlte sich in Brügge an die Umgebung der französischen Stadt Rouen erinnert („une campagne comme celle de Rouen“), wo er zuvor wiederholt Stadtansichten gemalt hatte. Das Gemälde Le Pont de la Clef à Bruges, Belgique entstand nicht in Brügge. Vor Ort hatte Pissarro zunächst eine Zeichnung des Motivs gefertigt, nach der noch im Jahr 1894 die Radierung Quai des Menetriers a Bruges entstand. Bei diesem Titel handelt es sich um die französische Version der niederländischen Bezeichnung Speelmansrei. Zunächst war also die Uferstraße namensgebend, erst beim neun Jahre später entstandenen Gemälde rückte die Brücke beim Titel in den Mittelpunkt.

## Provenienz
Camille Pissarro starb im November 1903, wenige Wochen nach Fertigstellung des Gemäldes Le Pont de la Clef à Bruges, Belgique. Das Bild ging später in den Besitz seines Sohnes Lucien Pissarro über. Er war wie sein Vater ebenfalls Maler und lebte mehrere Jahrzehnte in England, wo er 1944 starb. Seine Witwe, Esther Levi Pissarro, schenkte das Gemälde 1946 der Manchester Art Gallery.